# Adenophora taurica
Adenophora taurica är en klockväxtart som först beskrevs av Vladimir Nikolajevich Sukaczev, och fick sitt nu gällande namn av Sergei Vasilievich Juzepczuk. Adenophora taurica ingår i släktet kragklockor, och familjen klockväxter. Inga underarter finns listade i Catalogue of Life.